# Frontal Assault
Frontal Assault é o terceiro álbum de estúdio da banda britânica de heavy metal Angel Witch. o álbum foi lançado em 1986 pela Killerwat Records. Este é o primeiro álbum do Angel Witch com Spencer Hollman na bateria.

## Recepção
| Críticas profissionais | Críticas profissionais |
| Avaliações da crítica  | Avaliações da crítica  |
| Fonte                  | Avaliação              |
| ---------------------- | ---------------------- |
| Allmusic               | [ 1 ]                  |
| Kerrang!               | [ 2 ]                  |
| Martin Popoff          | [ 3 ]                  |

O álbum recebeu criticas mistas negativas dos críticos musicais. Jason Anderson da Allmusic escreveu "o fracasso de Angel Witch para construir em cima ou até mesmo sustentar suas primeiras realizações já havia relegado o grupo a uma posição secundária dentro do universo NWOBHM. Embora respeitável, este registro fornece pouca evidência de que ajudaria Heybourne em desafiar esse status." No ano de seu lançamento, Maura Sutton da revista Kerrang! do Reino Unido deu ao álbum 2 de 5 estrelas, enquanto o jornalista canadense Martin Popoff, em 2005, deu-lhe 6 de 10 estrelas com uma pontuação média.

## Lista de Faixas
Todas as faixas escritas e compostas por Kevin Heybourne (exceto onde anotado). 
| N.º            | Título                                                  | Duração |  |
| 1.             | "Frontal Assault"                                       | 4:04    |  |
| 2.             | "Dream World" (Kevin Heybourne; S. Heybourne)           | 3:51    |  |
| 3.             | "Rendezvous with the Blade"                             | 6:37    |  |
| 4.             | "Religion (Born Again)" (Kevin Heybourne; David Tattum) | 4:17    |  |
| 5.             | "Straight from Hell"                                    | 4:20    |  |
| 6.             | "She Don't Lie"                                         | 5:55    |  |
| 7.             | "Take to the Wing" (Kevin Heybourne; David Tattum)      | 3:54    |  |
| 8.             | "Something Wrong"                                       | 4:36    |  |
| 9.             | "Undergods"                                             | 3:48    |  |
| Duração total: | Duração total:                                          | 41:40   |  |

## Músicos
- David Tattum - Vocais
- Kevin Heybourne - Guitarras, Vocal de Apoio
- Peter Gordelier - Baixo, Vocal de Apoio
- Spencer Hollman - Bateria, Vocal de Apoio